# Saawariya - La voce del destino
Saawariya - La voce del destino (hindi: सावरिया, urdu: ساوریا) è un film di Bollywood del 2007, basato sul romanzo Le notti bianche di Fëdor Dostoevskij e diretto da Sanjay Leela Bhansali. Il titolo significa "Amato".
Si tratta del primo film indiano co-prodotto e distribuito da una casa di produzione di Hollywood: la Columbia Tristar.
È dedicato alla nonna ed al padre del regista. Il film è narrato in prima persona da una prostituta di nome Gulabji.

## Trama
In una città che sembra incantata, Gulabji racconta in un bar deserto una storia d'amore. Il personaggio principale di questa vicenda è Ranbir Raj, che lei ha incontrato proprio in quel bar. Trovandosi in una nuova città, si mette in cerca di una camera e la trova da un'anziana signora, che chiama in modo vezzeggiativo Lillipop.
Una sera nota una ragazza su un ponte con un ombrello aperto, nonostante non piova: la vede piangere, le dice di smettere, distoglie lo sguardo per un attimo e lei non c'è più. Decide così di seguirla e, una volta trovata, la accompagna a casa: la misteriosa ragazza non gli dice il suo nome, ma un'anziana dalla finestra la chiama Sakina. La notte successiva si incontrano di nuovo e Sakina gli dice che deve andare al ponte perché aspetta qualcuno. Lui, segretamente innamorato, ci rimane male. Quel qualcuno si chiama Imaan. Lei gli racconta come lo ha conosciuto e di come poi se ne sia andato per servire il Paese; gli fa vedere la moneta che le ha donato come ricordo e gli dice che le ha dato appuntamento sul ponte. Sakina è talmente tanto innamorata che quando vede le scritte sui muri dedicate a lei, crede che le abbia scritte Imaan. Raj, sconsolato, accetta di essere suo amico e di scrivere e poi portare una lettera ad Imaan. Quando rimane solo, però, brucia la lettera mentre sale sul ponte e la getta nel fiume. Dopo varie peripezie, i due si avviceneranno sempre di più, finché una sera, sotto la neve, si sente un uomo fischiare sempre su quel fatidico ponte: è Imaan. A questo punto Sakina spiega a Raj che se ne deve andare e lui accetta la sua volontà.

## Uscite internazionali
- Uscita negli   Stati Uniti: 7 novembre 2007
- Uscita in  Australia: 8 novembre 2007
- Uscita nel  Regno Unito: 9 novembre 2007
- Uscita in  India: 9 novembre 2007

## Musiche
Nel film sono presenti otto canzoni, di seguito indicate nell'ordine in cui compaiono:
- Saawariya
- Pari
- Masha-Allah
- Jab Se Tere Naina
- Thode Badmash
- Chhabeela
- Yoon Shabnami
- Jaan-e-Jaan

La prima è presente all'inizio, quando Gulabji presenta la storia e viene ripetuta anche nella scena del ristorante, quando lui è intenzionato a dichiararle il suo amore e nei titoli di coda.
Pari è cantata subito dopo e tratta della sofferenza delle donne e si conclude con Raj che gioca a pallone, ridando loro il sorriso. Viene recitata da Rani Mukherjee insieme a Ranbir Kapoor.
Masha-Allah è cantata quando Raj vede per la prima volta Sakina.
La quarta, invece, è quando lui viene a sapere che la donna che ama si chiama Sakina.
Thode Badmash è cantata da entrambi i protagonisti, che duettano con la lettera da mandare ad Imaan in mano.
Chhabeela è la più sensuale e viene cantata, come Pari, da Gulabji insieme a Raj.
La settima canzone è cantata poco prima che lui le chieda di sposarlo.
Jaan-e-Jaan è la canzone finale, con i due protagonisti sotto la neve, poco prima dell'arrivo di Imaan.